# Zé Espinguela
José Gomes da Costa, également connu sous les noms de Zé Spinelli et Zé Espinguela, né vers 1890 à Rio de Janeiro et mort le 26 mars 1944 dans la même ville, est un sambiste, compositeur, chanteur et animateur culturel.

## Biographie
José Gomes da Costa naît vers 1890 à Rio de Janeiro.
En 1925, il a l'idée de fonder un bloco, qu'il appelle Bloco dos Arengueiros, composé, entre autres, de Cartola, Maçu (Marcelino José Claudino), Saturnino Gonçalves (pt) et son frère Arthur (respectivement père et oncle de D. Neuma da Mangueira), Carlos Cachaça, Chico Porrão, Fiúca et Homem Branco. Cartola a l'habitude de dire qu'« un vrai arengueiro sortait des collines pour se battre, pour se faire arrêter, pour se faire battre, pour se faire battre ». Le Bloco dos Arengueiros est transformé en ce qui allait devenir, selon le nom imposé en 1935, la Grêmio Recreativo Escola de Samba Estação Primeira da Mangueira. L'école est fondée le 28 avril 1928, à Buraco Quente (Travessa Saião Lobato no. 21), au domicile de Seu Euclides da Joana Velha, le père de João Cocada. Les fondateurs sont au nombre de sept : Seu Euclides (Euclides Alberto dos Santos, propriétaire de la maison), Saturnino, Marcelino, Cartola, Pedro Caim, Abelardo da Bolinha et Zé Espinguela, qui ajoute le titre de fondateur de l'école de samba Estação Primeira da Mangueira à celui de créateur du Bloco dos Arengueiros. Non content de ces références, Zé Espinguela, le 20 janvier 1929 organise le premier concours entre écoles de samba dans cette glorieuse ville. L'événement se déroule dans sa maison de la Rua Engenho de Dentro, aujourd'hui Adolfo Bergamini.
En 1935, lorsque le journal A Nação parraine le concours des écoles de samba qui débute cette année-là dans le cadre du programme officiel de carnaval de la mairie du district fédéral de l'époque, il souhaite entendre Zé Espinguela, le créateur de l'initiative inaugurale. Le 1er mars 1935, A Nação retranscrit ce qu'Espinguela a à dire à ce sujet :
« Eu fui o primeiro organizador de concursos entre as nossas escolas. Foi em 1929. Realizei no Engenho de Dentro. Sagrou-se vencedora a Portela, sabiamente dirigida pelo Paulo. Mangueira também apresentou-se pujante, tendo os seus sambistas Cartola e Arthurzinho apresentado dois sambas monumentais: ‘Foram beijos’ e ‘Eu quero nota »
— 

« J'ai été le premier organisateur de concours entre nos écoles. C'était en 1929. Je l'ai organisé à Engenho de Dentro. Portela, sagement dirigé par Paulo, a gagné. Mangueira était aussi très fort, avec ses chanteurs de samba Cartola et Arthurzinho qui ont présenté deux sambas monumentales : "Foram beijos" et "Eu quero nota". »
Il est un grand ami de Villa-Lobos, qu'il a probablement rencontré à Mangueira et dont il devient une sorte de conseiller en matière de folklore et de musique populaire. Dans une déclaration au Musée de l'image et du son, João da Baiana indique qu'Espinguela avait l'intention d'écrire une biographie sur Villa-Lobos qui, si elle avait été réalisée, aurait été la première sur le maestro. En 1940, Leopoldo Stokowski demande à Villa-Lobos de sélectionner et de réunir les artistes les plus représentatifs de la musique populaire brésilienne afin d'enregistrer des chansons pour le Congrès folklorique panaméricain. Villa-Lobos inclut dans le groupe choisi la crème des véritables créateurs de musique nationale tels que Pixinguinha, Cartola, Donga, João da Baiana et, bien sûr, Zé Espinguela. Les enregistrements ont lieu dans la nuit du 7 au 8 août 1940. 40 chansons sont enregistrées, dont, selon le journal O Globo, six de Zé Espinguela : Orimé, Hoje é dia, Afoché, Curimachô, Camandaué et Acorvagô. De ces quarante chansons, seules seize sont gravées sur disque, reproduites aux États-Unis sur deux albums de quatre phonogrammes chacun, sous le titre Columbia presents - Native Brazilian Music - Leopold Stokowski. Trois chansons de Zé Espinguela, choisies parmi les six enregistrées, sont reproduites sur les disques 78 tours de l'album américain.
Toujours en 1940, Villa-Lobos, cherchant à faire revivre les carnavals du passé, fonde un groupe de carnaval qu'il appelle Sodade do Cordão, avec les mêmes caractéristiques que les anciens cordões de velhos. Espinguela est le principal collaborateur du maestro pour la sélection des membres, la conception et la réalisation des costumes et de la chorégraphie variée. La Sodade do Cordão participe au carnaval et se produit dans des clubs tels que Fluminense, avec la collaboration des membres de la Mangueira d'Espinguela, notamment Cartola, Carlos Cachaça et Aluisio Dias. Peu après, dans les dernières années de la Seconde Guerre mondiale, Zé Espinguela, qui doit approcher la soixantaine, sent la fin de sa vie approcher. Selon Arthur de Oliveira, il « rassembla les adeptes du centre religieux et se dirigea vers la colline de Mangueira pour dire adieu à son fief favori. Ils y sont arrivés en début de soirée. La favela, aux lumières éteintes, se reposait du travail de la journée. C'est alors que le groupe est apparu, défilant dans les ruelles, chantant une samba qu'Espinguela avait composée spécialement pour l'occasion. C'était comme une samba-enredo. Ils ont défilé, dansé et chanté, avec le rythme joyeux, la mélodie triste et les voix pleines d'espoir des bergères. Les cabanes s'illuminent peu à peu. Les habitants ouvrent leurs fenêtres et la colline devient un ciel au sol, illuminé, silencieux et respectueux. La voix d'Espinguela dominait le chœur : la favela partageait la cérémonie du décès de son chanteur de samba avec cette expérience afro-brésilienne de la mort, présente chez les gurufins et si différente du sentiment judéo-chrétien des classes dirigeantes ».
En 1944 il quitte l'hôpital, prend un train pour Mangueira, s'arrête très affaibli au pied du morro, attend que ses amis descendent et leur chante Adeus Mangueira. José Gomes da Costa meurt le 26 mars dans sa ville natale.